# Rongères
Rongères är en kommun i departementet Allier i regionen Auvergne-Rhône-Alpes i de centrala delarna av Frankrike. Kommunen ligger  i kantonen Varennes-sur-Allier som ligger i arrondissementet Vichy. År 2022 hade Rongères 552 invånare.

## Befolkningsutveckling
Antalet invånare i kommunen Rongères
Referens: INSEE